# Galerie Saint-François
La galerie Saint-François est une galerie commerçante historique située dans la ville vaudoise de Lausanne, en Suisse.

## Historique
La galerie Saint-François est construite près de la place homonyme, au tout début du XXe siècle, en remplacement d'un ancien palais aristocratique. Elles fait partie d'une série de 7 bâtiments de même type, édifiés à Lausanne entre le début du siècle et la Première Guerre mondiale et dédiés uniquement au commerce. Une bonne partie de l'aménagement intérieur est dû à la Menuiserie modèle d'Albert Held à Montreux.
Le bâtiment de la galerie Saint-François est construit entre 1907 et 1909 par Georges Épitaux avec l'aide de l'architecte allemand Joseph Austermayer. Dès son inauguration, il accueille, sur deux étages, différents commerces, bureaux et logements de luxe, ainsi qu'un restaurant.
Le bâtiment est inscrit comme bien culturel suisse d'importance nationale.